# Rivière Manigouche
La rivière Manigouche est un affluent de la rivière des Aigles, coulant dans le territoire non organisé de Passes-Dangereuses, dans la municipalité régionale de comté (MRC) de Maria-Chapdelaine, dans la région administrative du Saguenay-Lac-Saint-Jean, au Québec, au Canada. Le cours de cette rivière coule entièrement dans la zec des Passes. Il traverse les cantons de Petit et de Milot.
La foresterie constitue la principale activité économique du secteur ; les activités récréotouristiques, en second.
La route forestière R0250 (chemin de Chute-des-Passes) dessert la zone de l’embouchure de la rivière des Aigles ; la route forestière R0222 dessert indirectement la zone Nord-Ouest de la zec des Passes, la partie supérieure de la Petite rivière Péribonka et la partie nord-ouest du lac des Pins Gris lequel est situé près du lac Both Ways. Quelques routes forestières secondaires desservent la vallée de la rivière Manigouche, surtout pour les besoins de la foresterie et des activités récréotouristiques,.
La surface de la rivière Manigouche habituellement gelée de la fin novembre au début avril, toutefois la circulation sécuritaire sur la glace se fait généralement de la mi-décembre à la fin mars.

## Géographie
Les principaux bassins versants voisins de la rivière Manigouche sont :
- côté nord : rivière des Aigles, rivière des Épinettes Noires, lac aux Grandes Pointes, lac Alex, rivière du Nord, rivière Alex,  Petite rivière Péribonka, crique aux Chiens, crique François, crique Louise ;
- côté est : rivière Alex, lac Bernabé, rivière du Banc de Sable, rivière Péribonka, lac Tchitogama, rivière Shipshaw, Petit lac Onatchiway, lac Onatchiway ;
- côté sud : rivière Alex, rivière Épiphane, Petite rivière Péribonka, rivière Péribonka ;
- côté ouest : rivière Mistassibi, Petite rivière Péribonka, rivière Perron[2].

La rivière Manigouche prend sa source à l’embouchure du lac Bocabec (longueur : 0,8 km ; altitude : 307 m). Ce lac encastré entre les montagnes est bordé par une haute falaise du côté est. Cette source de la rivière est située à :
- 7,3 km au nord-est du cours de la Petite rivière Péribonka ;
- 13,8 km à l'ouest du lac aux Grandes Pointes lequel est traversé vers le sud par la rivière Alex ;
- 13,2 km au nord-ouest de l’embouchure de la rivière Manigouche (confluence avec la rivière des Aigles) ;
- 16,6 km au nord-ouest de l’embouchure de la rivière des Aigles (confluence avec la rivière Alex) ;
- 30,2 km au nord-est de l’embouchure de la rivière Alex (confluence avec la rivière Péribonka).

À partir de sa source (lac Bocabec), située dans la partie sud de la zec des Passes, entre le cours de la rivière Alex (situé du côté est) et le cours de la Petite rivière Péribonka, le cours de la rivière Manigouche descend sur 19,7 km entièrement en zones forestières dans une vallée entourée de montagnes, selon les segments suivants :
Partie supérieure de la rivière Manigouche (segment de 7,9 km)
- 2,7 km vers le sud-est, notamment en traversant le lac Maggie (longueur : 1,5 km ; altitude : 263 m) jusqu’au premier barrage à son embouchure ;
- 2,8 km vers le sud-est notamment en traversant un barrage en début de segment et en traversant le lac Manigouche (longueur : km ; altitude : 258 m), jusqu'à son embouchure ;
- 2,4 km vers le sud-est, jusqu’à la décharge d’un lac non identifié (venant du nord-est) ;

Partie inférieure de la rivière Manigouche (segment de 11,8 km)
- 3,5 km vers le sud, puis le sud-est, en passant entre deux montagnes, jusqu’à un ruisseau (venant du nord) ;
- 2,2 km vers le sud-est en formant un S en milieu de segment, jusqu’à la confluence de la décharge du lac Moquermock (venant de l'ouest) et du lac de la Fraye ;
- 0,8 km vers le sud en traversant le lac Éric (altitude : 195 m) en début de segment, jusqu’à un coude de rivière ;
- 5,3 km vers l’est, en serpentant, en traversant une zone humide, puis le lac Restigouche, jusqu'à l'embouchure de la rivière[2].

L'embouchure de la rivière Manigouche se déverse sur la rive ouest de la rivière des Aigles. Cette confluence est située à :
- 21,8 km à l'ouest du cours de la rivière Péribonka ;
- 12,4 km au sud-est du lac aux Grandes Pointes (traversé vers le sud par la rivière Alex) ;
- 3,7 km au nord-est de l’embouchure de l’embouchure de la rivière Manigouche (confluent avec la rivière des Aigles) ;
- 19,1 km au nord de l’embouchure de la rivière Alex (confluence avec la rivière Péribonka) ;
- 41,8 km au nord-est de l’embouchure de la rivière Péribonka (confluence avec le lac Saint-Jean) ;
- 44,4 km au nord-ouest de l’embouchure du lac Saint-Jean (confluence avec la Grande Décharge) ;
- 51,5 km au nord du centre-ville d’Alma[2].

À partir de l’embouchure de la rivière Manigouche, le courant descend le cours de la rivière des Aigles, la rivière Alex, puis la rivière Péribonka d’abord vers le nord-ouest, puis vers le sud-ouest. À l’embouchure de cette dernière, le courant traverse le lac Saint-Jean vers l’est, puis emprunte le cours de la rivière Saguenay vers l'est jusqu'à la hauteur de Tadoussac où il conflue avec le fleuve Saint-Laurent.

## Toponymie
Ce toponyme provient du terme innu manihikuss signifiant « la petite épinette blanche ». En langue cri, le mot - m¯ nihik a également pour sens « épinette blanche ». On ignore ce qui en a précisément motivé le choix. Chez les Innus, Manigouche peut être utilisé tant comme nom descriptif que comme anthroponyme. La désignation toponymique « rivière Manigouche » paraît en 1921 sur la carte du comté de Lac-Saint-Jean. Le village de Sainte-Élisabeth-de-Proulx, sis à 30 km à l'ouest de l'embouchure, a aussi été connu sous le nom de Manigouche de 1932 à 1969, années de la mise en service du bureau de poste local.
Le toponyme « rivière Manigouche » a été officialisé le 5 décembre 1968 à la Banque des noms de lieux de la Commission de toponymie du Québec.